# 1985-ös Formula–1 monacói nagydíj
A monacói nagydíj volt az 1985-ös Formula–1 világbajnokság negyedik futama.

## Futam
A pole Sennáé lett, Nigel Mansell Williams-Hondája előtt. Senna a 16. körig vezetett, amikor motorhibával feladni kényszerült a versenyt. Öt körig ezután a ferraris Alboreto állt az élen. Riccardo Patrese és Nelson Piquet nagy balesetben kiesett a Ste Devote kanyar előtt. A pályára olaj került, amin Alboreto megcsúszott, és a vezető Prost (aki végül győzött) mögé tudott csak visszatérni. Az olasz ezt követően defektet kapott, ezért ki kellett állnia a boxba új gumikért. A negyedik helyről a verseny végéig a másodikra ért fel, de Angelis és de Cesaris megelőzésével.
| Helyezés | #  | Versenyző          | Csapat/Motor      | Körök | Idő/Kiesés oka | Rajthely | Pontszám |
| -------- | -- | ------------------ | ----------------- | ----- | -------------- | -------- | -------- |
| 1        | 2  | Alain Prost        | McLaren-TAG       | 78    | 1:51'58,034    | 5        | 9        |
| 2        | 27 | Michele Alboreto   | Ferrari           | 78    | + 7,541        | 3        | 6        |
| 3        | 11 | Elio de Angelis    | Lotus-Renault     | 78    | + 1'27,171     | 9        | 4        |
| 4        | 25 | Andrea de Cesaris  | Ligier-Renault    | 77    | + 1 kör        | 8        | 3        |
| 5        | 16 | Derek Warwick      | Renault           | 77    | + 1 kör        | 10       | 2        |
| 6        | 26 | Jacques Laffite    | Ligier-Renault    | 77    | + 1 kör        | 16       | 1        |
| 7        | 5  | Nigel Mansell      | Williams-Honda    | 77    | + 1 kör        | 2        |          |
| 8        | 6  | Keke Rosberg       | Williams-Honda    | 76    | + 2 kör        | 7        |          |
| 9        | 18 | Thierry Boutsen    | Arrows-BMW        | 76    | + 2 kör        | 6        |          |
| 10       | 3  | Martin Brundle     | Tyrrell-Ford      | 74    | + 4 kör        | 18       |          |
| 11       | 30 | Jonathan Palmer    | Zakspeed          | 74    | + 4 kör        | 19       |          |
| Kiesett  | 1  | Niki Lauda         | McLaren-TAG       | 17    | Kipördült      | 14       |          |
| Kiesett  | 22 | Riccardo Patrese   | Alfa Romeo        | 16    | Baleset        | 12       |          |
| Kiesett  | 7  | Nelson Piquet      | Brabham-BMW       | 16    | Baleset        | 13       |          |
| Kiesett  | 19 | Teo Fabi           | Toleman-Hart      | 16    | Turbó          | 20       |          |
| Kiesett  | 12 | Ayrton Senna       | Lotus-Renault     | 13    | Motorhiba      | 1        |          |
| Kiesett  | 23 | Eddie Cheever      | Alfa Romeo        | 10    | Generátor      | 4        |          |
| Kiesett  | 28 | Stefan Johansson   | Ferrari           | 1     | Baleset        | 15       |          |
| Kiesett  | 17 | Gerhard Berger     | Arrows-BMW        | 0     | Baleset        | 11       |          |
| Kiesett  | 15 | Patrick Tambay     | Renault           | 0     | Baleset        | 17       |          |
| NK       | 24 | Piercarlo Ghinzani | Osella-Alfa Romeo |       |                |          |          |
| NK       | 4  | Stefan Bellof      | Tyrrell-Ford      |       |                |          |          |
| NK       | 10 | Philippe Alliot    | RAM-Hart          |       |                |          |          |
| NK       | 9  | Manfred Winkelhock | RAM-Hart          |       |                |          |          |
| NK       | 8  | François Hesnault  | Brabham-BMW       |       |                |          |          |

## Statisztikák
Vezető helyen:
- Ayrton Senna: 13 (1-13)
- Michele Alboreto: 12 (14-17 / 24-31)
- Alain Prost: 53 (18-23 / 32-78)

Alain Prost 18. győzelme, Ayrton Senna 3. pole-pozíciója, Michele Alboreto 4. leggyorsabb köre.
- McLaren 44. győzelme.